# PowerBook Duo 2300c
Le PowerBook Duo 2300c fut le dernier PowerBook de la serie Duo, mais aussi de loin le plus puissant : il sera le seul PowerBook Duo à utiliser un processeur PowerPC.
Le PowerBook 2400c sorti plus tard est aussi un portable ultra-léger, mais n'est pas un Duo dans la mesure où il n'est pas conçu pour être connecté à un Dock.

## Caractéristiques
- processeur : PowerPC 603e 32 bit cadencé à 100 MHz
- bus système 64 bit à 33,3 MHz
- mémoire cache : 32 Kio de niveau 1
- mémoire morte : 4 Mio
- mémoire vive : 8 ou 20 Mio, extensible à 56 Mio
- écran LCD 9,5" couleur à matrice active
- résolutions supportées :
  - 640 × 400 en 16 bit (milliers de couleurs)
  - 640 × 480 en 8 bit (256 couleurs)
- disque dur IDE de 750 Mo  ou 1,1 Go
- lecteur de disquette 3,5" 1,44 Mo
- modem interne 14,4 kbit/s optionnel
- slots d'extension :
  - 1 connecteur mémoire spécifique (Duo) de type DRAM (vitesse minimale : 70 ns)
- connectique :
  - 1 port série
  - port modem
  - connecteur 152 broches pour le dock
- microphone intégré
- haut-parleur mono
- batterie NiMH (de type Duo Type III) lui assurant environ 2 à 4 heures d'autonomie
- dimensions : 38 × 277 × 216 mm
- poids : 2,2 kg
- consommation : 36 W
- systèmes supportés : Système 7.5.2 à Mac OS 9.1